# Шюрензёлен
Шюрензёлен (нем. Schürensöhlen) — община в Германии, в земле Шлезвиг-Гольштейн. 
Входит в состав района Герцогство Лауэнбург. Подчиняется управлению Зандеснебен.  Население составляет 148 человек (на 31 декабря 2010 года). Занимает площадь 2,75 км².